# Антілох
Антілох (грец. Αντίλοχος) — син пілоського владаря Нестора, друг Ахіллеса. Разом з батьком брав участь у Троянській війні, де його вбив Мемнон, союзник троянців. За Павсанієм повернувся до пілосу, пережив батька, а потім спільно зі стриєчним братом Пентілом панував в Мессенії.